# Reaktivt system
Et reaktivt system er et system, som besvarer (reagerer på) ydre begivenheder. Selv om biologiske systemer ganske vist er reaktive, da de reagerer på bestemte begivenheder, bruges udtrykket først og fremmest til at beskrive menneskeskabte systemer. F.eks. er et lys, der består af en pære og en kontakt et reaktivt system, da det reagerer på, at brugeren ændrer på kontaktens stilling.

## Afhængighed af omgivelserne
Lyset er et eksempel på et simpelt, reaktivt system, forstået på den made, at systemets reaktion på begivenheden er uforandret: den afhænger ikke af sammenhængen. De ikke-trivielle systemers reaktion på begivenheder kan derimod afhænge af sammenhængen. F.eks. kan en simpel termostat lukke en ventil, hvis temperaturen i en beholder er under en vis tærskel, men ellers holde den åben.

### Dynamiske systemer
Et reaktivt system betragtes som dynamisk, hvis systemets svar på begivenheder ikke blot afhænger af omgivelserne, men også af forløbet af tidligere begivenheder. 

### Beskrivelse af systemreaktion
Reaktive systemer bliver skabt i forskellige, systemtekniske fagområder. Man kan tage højde for afhængigheden af forløbet i en række tidligere begivenheder ved at definere systemparametre, som fastlægger de vilkår, der påvirker systemets reaktion.
Det er almindelig praksis at definere systemvilkårene ved præcist beskrevne systemtilstande, der kan spænde over bredden i systemparametrenes værdier. 
F.eks. har en thermostat to tilstande: tændt eller slukket. Den kan afbryde en kontakt, hvis temperaturen i en beholder er under en vis tærskel, men ellers holde den tændt.

## Interaktive systemer
En yderst vigtig type reaktive systemer er de interaktive systemer. Disse systemer kan reagere på begivenheder ved at skabe output til brugere og teknikere. Meddelelsen kan være feedback til hændelsen eller en angivelse af systemets tilstand. De biologiske systemer er typisk interaktive, da de giver tilbagemelding om bestemte begivenheder, som f.eks. fødeindtagelse. Udtrykket bruges dog mest til beskrivelse af maskiner, der er lavet til at udføre bestemte handlinger for deres operatører eller brugere. Eksemplerne på interaktive systemer omfatter informationssystemer, processtyring, systemer til e-handel, produktionskontrolsystemer og indlejret software.

## Eksterne links
- R.J. Wieringa: Design Methods for Reactive Systems: Yourdon, Statemate, and the UML (The Morgan Kaufmann Series in Software Engineering and Programming).
- D. Harel: Statecharts: A Visual Formalism for Complex Systems i Science of Computer Programming, 1987, 8, side 231-274.